# 米科·许韦里宁
米科·许韦里宁（芬蘭語：Mikko Hyvärinen，1889年1月8日—1973年6月6日），芬兰男子竞技体操运动员。他曾代表芬兰获得1912年夏季奥运会体操比赛男子团体自由式银牌。他的弟弟埃罗同样是体操选手。